# Dhika Bayangkara
Dhika Bayangkara (sinh ngày 29 tháng 4 năm 1991) là một cầu thủ bóng đá người Indonesia hiện tại thi đấu cho PSMS Medan ở Liga 1.

## Sự nghiệp

### PS TNI
Dhika có màn ra mắt cho PS TNI trước Gresik United ở vòng 4 của Indonesia Soccer Championship 2016. Anh cũng thi đấu trong trận hòa PS TNI với PSM Makassar ở vòng 5.